# Józef Misiak
Józef Stanisław Misiak (ur. 30 sierpnia 1939 w Grodzisku Mazowieckim, zm. 19 lutego 2017 w Jaktorowie) – polski ksiądz rzymskokatolicki, kanonik honorowy Archikolegiackiej Kapituły Łęczyckiej.
Święcenia kapłańskie przyjął 26 maja 1963 w Warszawie z rąk kardynała Stefana Wyszyńskiego. Był wikariuszem w Lubani, Markach, Podkowie Leśnej, Izabelinie, Ząbkach, a także w dwóch warszawskich parafiach - na Bródnie i Wawrzyszewie. Następnie pełnił funkcję proboszcza parafii pw. św. Macieja Apostoła i św. Małgorzaty Dziewicy i Męczennicy w Bednarach (1979-1999) oraz w parafii pw. Świętych Apostołów Piotra i Pawła w Sobocie (1999-2008). Po przejściu na emeryturę przebywał w parafii św. Świętej Rodziny w Jaktorowie.